# Bệnh Hirschsprung
Bệnh Hirschsprung còn gọi là bệnh phì đại tràng bẩm sinh hay bệnh vô hạch đại tràng bẩm sinh Nguyên nhân gây bệnh là sự không có các tế bào hạch thần kinh ở đám rối của lớp cơ ruột tại một đoạn ruột, thường là ở trực tràng và đại tràng, có thể tới đại tràng trái,toàn bộ đại tràng và cả ruột non. Bệnh được mô tả bởi Harold – Hirschsprung vào năm 1886.
Trong quá trình phát triển bình thường trước khi sinh, các tế bào từ mào thần kinh di chuyển vào ruột già để hình thành các mạng lưới thần kinh gọi là dây thần kinh trung ương (Auerbach plexus) (giữa các lớp cơ trơn của đường tiêu hóa) và niêm mạc dưới niêm mạc (Meissner Plexus) (trong niêm mạc của đường tiêu hóa). Trong bệnh Hirschsprung, sự di chuyển không hoàn chỉnh và một phần của đại tràng không có các cơ quan thần kinh điều chỉnh hoạt động của đại tràng. Các phân đoạn bị ảnh hưởng của đại tràng không thể thư giãn và đi phân qua đại tràng, tạo ra một tắc nghẽn. Ở hầu hết những người bị ảnh hưởng, rối loạn ảnh hưởng đến phần ruột già ở gần hậu môn. Trong một số ít trường hợp, việc thiếu các cơ quan thần kinh liên quan nhiều đến ruột kết. Trong năm phần trăm trường hợp, toàn bộ ruột già bị ảnh hưởng. Dạ dày và thực quản cũng có thể bị ảnh hưởng.